# Luis Ricardo Rodríguez
Luis Ricardo Rodríguez, más conocido como el Canche, es un futbolista guatemalteco que juega para el Deportivo Coatepeque de la Liga Nacional de Fútbol de Guatemala, en la posición de defensa además es hermano mayor de Jose Rodríguez que desempeña la Posición de Portero. 

## Clubes
| Club                                   | País      | Año           |
| -------------------------------------- | --------- | ------------- |
| Club Social y Deportivo Comunicaciones | Guatemala | 2005-2006     |
| Xelajú Mario Camposeco                 | Guatemala | 2007-2009     |
| Club Social y Deportivo Suchitepéquez  | Guatemala | 2009          |
| Xelajú Mario Camposeco                 | Guatemala | 2010          |
| Deportivo Mictlán                      | Guatemala | 2011          |
| Club Social y Deportivo Municipal      | Guatemala | 2012-2013     |
| Antigua GFC                            | Guatemala | 2013-2013     |
| Deportivo Coatepeque                   | Guatemala | 2014-Presente |

## Palmarés

### Campeonatos nacionales
| Título                               | Club                   | País      | Año  |
| ------------------------------------ | ---------------------- | --------- | ---- |
| Liga Nacional de Fútbol de Guatemala | Xelajú Mario Camposeco | Guatemala | 2007 |

- Datos: Q3840413